# Latawce (album Universe)
Latawce – szósty studyjny album zespołu Universe wydany w 1996 roku przez Silverton. Płyta została w całości napisana i skomponowana przez lidera grupy Mirosława Bregułę. Nagrań dokonano w Studio Buffo w Warszawie, przy współpracy Music Project Studio w Katowicach i Studia Winicjusza Chrósta w Sulejówku.

## Lista utworów
| 1.  | "Życie to miłość"        |  |
|     |                          |  |
| 2.  | "Nie, nie"               |  |
|     |                          |  |
| 3.  | "Krajcok"                |  |
|     |                          |  |
| 4.  | "Bądź moją iskrą"        |  |
|     |                          |  |
| 5.  | "Ona wie"                |  |
|     |                          |  |
| 6.  | "Muszę ją zabić          |  |
|     |                          |  |
| 7.  | "Miałem sen"             |  |
|     |                          |  |
| 8.  | "Za krew weź krew"       |  |
|     |                          |  |
| 9.  | "Niech żyją żądze"       |  |
|     |                          |  |
| 10. | "Kocham więc to co jest" |  |
|     |                          |  |
| 11. | "Kusi mnie grzech"       |  |
|     |                          |  |
| 12. | "Latawce"                |  |
|     |                          |  |

## Twórcy
- Mirosław Breguła − śpiew, gitara akustyczna, fortepian, aranżacje, muzyka i słowa do wszystkich utworów
- Henryk Czich − śpiew, fortepian, syntezatory
- Dariusz Kozakiewicz − gitara
- Stanisław Witta − programowanie komputera, syntezatory
- Wojciech "Malina" Kowalewski − perkusja
- Ryszard Machel - gitara basowa
- Michał Kuczera - realizacja próbnych nagrań
- Jan Skrzek - harmonijka
- Maciej Talaga - gitara akustyczna
- Artur Konwiński - gitara "hawajska"
- Jarosław Regulski - mastering
- Rafał Paczkowski - realizacja nagrań